# Mongolski burjatski jezik
Mongolski burjatski jezik (ISO 639-3: bxm; nazivan i bur:aad, burjatski-mongolski, a s ostalim burjatskim jezicima dijeli i ime sjevernomongolski), jedan od tri burjatska jezika kojim govori nekoliko burjatskih plemena u Mongoliji. Različit je od ostala dva burjatska jezika, bargu burjatskog [bxu] iz Kine i ruskog burjatskog [bxr] koji se govori istočno od bajkalskog jezera u Rusiji.
Sva tri burjatska jezika pripadaju halha-burjatskoj skupini. 
Govori ga oko 64 900 ljudi (1995) iz plemena Khori i Aga Burjata, svaki sa svojim dijalektom (aga i khori). Služe se i halha mongolskim.

## Vanjske poveznice
- Ethnologue (14th)
- Ethnologue (15th)
- [neaktivna poveznica]